# Светски дан Сунца
Светски дан Сунца (енгл. World Sun Day) је годишња прослава која се обележава сваке године 3. маја, како би се проширила свест о важности Сунца и енергије коју нам Сунце доноси.

## Историјат
Сунце је звезда стара 4,5 милијарди година у центру нашег Сунчевог система. Оно је извор живота на планети Земљи и оно нам омогућава повољне услове за живот на планети. Сем тога што Сунце даје светлост и температуру на Земљи, људи су почели и да користе соларну енергију како би производили струју, и тиме значајно смањили негативни утицај Сунца, односно глобалног загревања које је човек изазвао коришћењем необновљивих извора енергије и креирањем озонских рупа у Земљином омотачу ефектом стаклене баште. Осим егзистенцијалне важности за живот на планети Земљи, Сунце игра и веома важну улогу у Зеленој транзицији и коришћењу чисте обновљиве енергије.
Године 1978. први пут је обележен Светски дан Сунца на иницијативу председника Сједињених Америчких Држава, Џимија Картера. Он је 3. маја 1978. године посетио Институт за истраживање соларне енергије у Денверу са циљем да скрене пажњу на важност и утицај Сунца на живот наше планете. Истог дана на другом крају земље десетине људи окупило се на планини Кадилак у Мејну, на месту где је сунчев зрак наводно први пут додирнуо Сједињене Државе. Пред окупљеном масом амерички глумац и редитељ Роберт Редфорд је изјавио да ниједна држава не може поставити ембарго над Сунцем. Оба та догађаја су повезано утицала на то да тај дан почне да се обележава у САД. Многе државе широм света су се придружиле САД у прослави дана Сунцу, те је ускоро и званично проглашен Светски дан Сунца. Научници од тада имају све више могућности и простора да истражују о овој звезди.
Сунце је старо непуних пет милијарди година, а пошто свака звезда има ограничени живот, и Сунце чека такав крај. Сматра се да има горива за још око пет милијарди година, односно, да је негде на половини свог живота. Од непроцењиве је важности за комплетан живот на Земљи, и циљ обележавања овог дана јесте да се укаже на његову важност.